# Yodŏk
Yodŏk (kor. 요덕군, Yodŏk-gun) – powiat w Korei Północnej, w prowincji Hamgyŏng Południowy. W 2008 roku liczył 40 839 mieszkańców. Graniczy z powiatami Chŏngp’yŏng od wschodu, Nyŏngwŏn i Taehŭng (prowincja P’yŏngan Południowy) od północy, Maengsan i Sin’yang (prowincja P’yŏngan Południowy), a także z regionem Sudong i powiatem Kŭmya od południa. 90% terytorium powiatu stanowią lasy. Na jego terenie znajduje się jeden z największych obozów koncentracyjnych w Korei Północnej.

## Historia
Przed wyzwoleniem Korei spod okupacji japońskiej tereny należące do powiatu wchodziły w skład powiatu Yŏnghŭng. W obecnej formie powstał w wyniku gruntownej reformy podziału administracyjnego w grudniu 1952 roku. W jego skład weszły wówczas tereny należące wcześniej do miejscowości Sŏnhŭng, Yodŏk i Hoengch'ŏng (23 wsie). Do października 1967 roku stolicą była wieś Taep’yŏng, przemianowana wówczas na miasteczko Yodŏk (Yodŏk-ŭp).

## Podział administracyjny powiatu
W skład powiatu wchodzą następujące jednostki administracyjne:
| Nazwa jednostki administracyjnej | Rodzaj jednostki administracyjnej | Chosŏn’gŭl | Hancha |
| -------------------------------- | --------------------------------- | ---------- | ------ |
| Yodŏk-ŭp                         | miasteczko                        | 요덕읍     | 耀德邑 |
| Hyangbong-ri                     | wieś                              | 향봉리     | 香峰里 |
| Sŏng-ri                          | wieś                              | 성리       | 城里   |
| Wansan-ri                        | wieś                              | 완산리     | 完山里 |
| Sŏngch'ŏn-ri                     | wieś                              | 성천리     | 城川里 |
| Mun’am-ri                        | wieś                              | 문암리     | 文岩里 |
| Inhwa-ri                         | wieś                              | 인화리     | 仁和里 |
| Hŭngsang-ri                      | wieś                              | 흥상리     | 興上里 |
| Inhŭng-ri                        | wieś                              | 인흥리     | 仁興里 |
| Ryongp’yŏng-ri                   | wieś                              | 룡평리     | 龍坪里 |
| P’yŏngjŏn-ri                     | wieś                              | 평전리     | 坪田里 |
| Ripsŏk-ri                        | wieś                              | 립석리     | 立石里 |
| Taesuk-ri                        | wieś                              | 대숙리     | 大淑里 |
| Kuŭp-ri                          | wieś                              | 구읍리     | 舊邑里 |
| Ch'ŏnhŭng-ri                     | wieś                              | 천흥리     | 泉興里 |
| Songdo-ri                        | wieś                              | 송도리     | 松島里 |
| Tongsan-ri                       | wieś                              | 동산리     | 東山里 |
| Ryangsu-ri                       | wieś                              | 량수리     | 兩水里 |
| P’yŏngwŏn-ri                     | wieś                              | 평원리     | 平院里 |
| Misam-ri                         | wieś                              | 미삼리     | 美三里 |
| Unhŭng-ri                        | wieś                              | 운흥리     | 雲興里 |
| Kwanp’yŏng-ri                    | wieś                              | 관평리     | 館坪里 |